# Louis-Julien Clarchies
 (janvier 2025).
Louis-Julien Clarchies, né le 22 décembre 1769 à Curaçao le 25 décembre 1815 à Paris, est un danseur et musicien français.
Esclave à Saint-Domingue mentionné pour la première fois en 1781, il est affranchi à Paris le 4 septembre 1785 sous le seul nom de Julien et se fait appeler Louis-Julien Clarchies à partir de 1793. Violoniste, élève d'Henri Capron (de) et de Giuseppe Cambini, il est le chef d'orchestre attitré des bals de la cour sous le Premier Empire et en 1802, il est évoqué dans la correspondance de Maurice Dupin de Francueil à sa mère, Marie-Aurore de Saxe. Il compose une trentaine de recueils de contredanses, valses, anglaises et sauteuses entre 1800 et sa mort.